# Csiky Kálmán (jogász)
Alsó-csernátoni id. Csiky Kálmán (Kenderes, 1843. február 5. – Budapest, 1905. március 13.) jogász, jogtörténész, országgyűlési képviselő, fordító, költő.

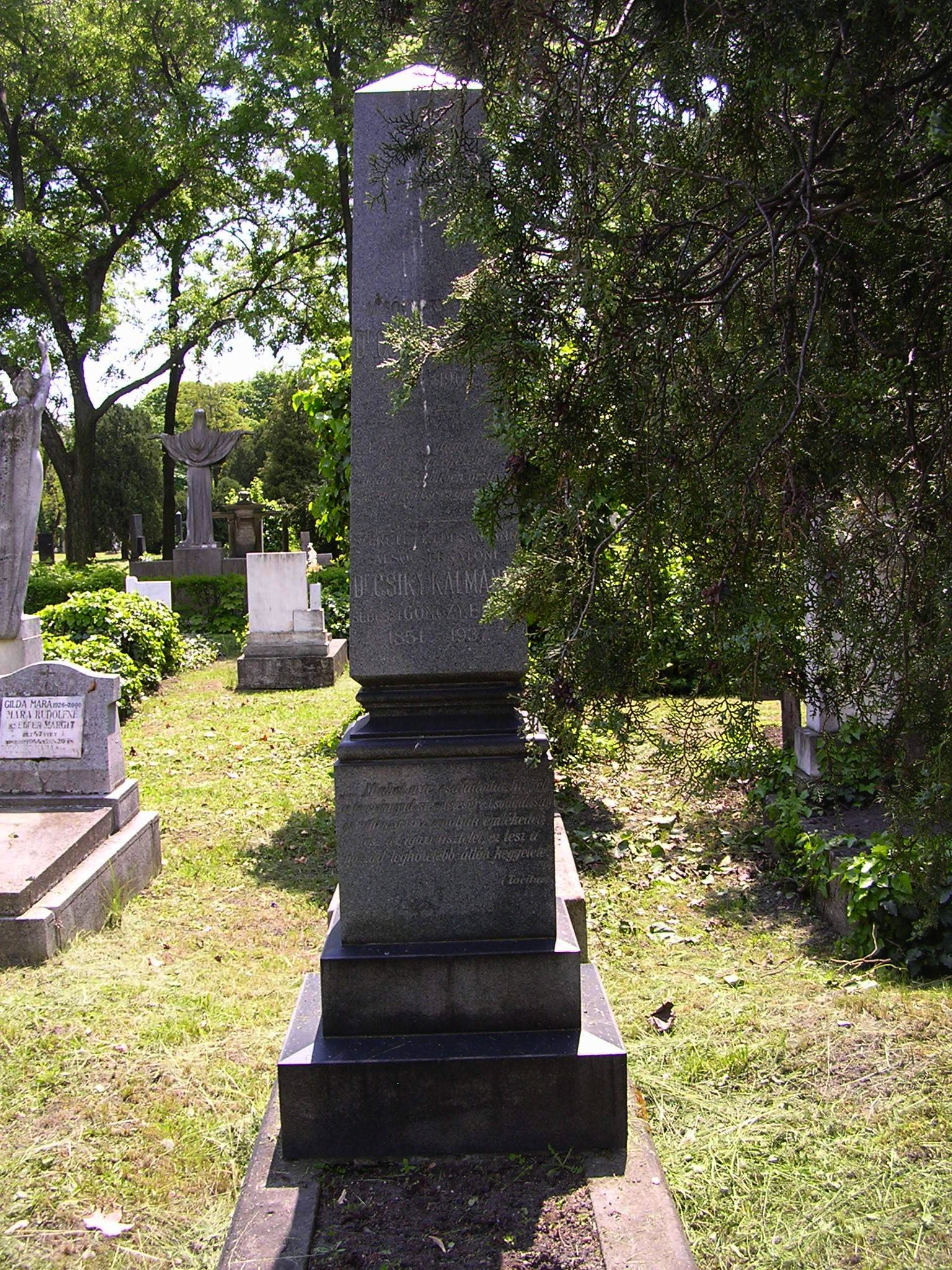
Sírja a Fiumei úti sírkertben (34-7-12)

## Élete
Csiky Károly székelyföldi gazdatiszt fia. Iskoláit Debrecenben, a fővárosban és külföldön végezte. A debreceni főiskolán bölcseletet, teológiát és jogot hallgatott. A berlini és a heidelbergi egyetemen fél-fél évet bölcsészeti és jog- és államtudományi szakon nagy hírű professzorok előadásait hallgatta. 1869-ben a pesti egyetemen jogász doktori címet szerzett. Gyömrőn a Teleki családnál nevelő lett, gróf Teleki Sándor fia mellett. 1870-től 15 éven át a Budapesti református főgimnázium latin nyelv és irodalom tanára volt, emellett a pesti egyetemen magánjogi órákat tartott. Ugyanebben az évben haditudósító volt a porosz–francia háborúban. Írásait a Pesti Naplónak és a Pester Lloydnak küldte. 1875. július 21-én Budapesten, a Kálvin téri református templomban feleségül vette a nála nyolc évvel fiatalabb Gönczy Etelkát, a párt Török Pál eskette. Fia, ifj. Csiky Kálmán szintén jogtudós volt.
Budapesten, 1905. március 13-án hunyt el.

## Munkássága
1881 és 1884 között Sepsiszentgyörgy képviselőjeként részt vett az Országgyűlésben a Szabadelvű Párt képviselőjeként. Tudásával, széleskörű ismereteivel korán kitűnt képviselőtársai közül, s mint szónok egyike volt a Ház legjobb szónokainak, kit akkor Szilágyi Dezsővel és Berzeviczy Alberttel emlegettek egy sorban. A honvédelmi tárcának sokáig volt az előadója, azonkívül sok fontos törvényjavaslat tárgyalásában vett részt. 1884-ben a Műegyetemen a magyar közigazgatási és magánjog nyilvános rendes tanára lett, 1882-ben a fővárosi törvényhatóság bizottságának, majd 1884-től a budapesti református egyház tanácsának lett a tagja. 1884-től a Műegyetemen a közigazgatási jog és a magánjog tanára volt. 1903-ban udvari tanácsosi címet kapott. Jogászi munkája mellett irodalmi működése is számottevő volt. Munkásságát a Koszorú című lapnál kezdte, majd a Pesti Napló munkatársa lett, ahol vezércikkeket írt, és a gazdasági rovatot vezette. 1870-ben a lap tudósítója volt a német-francia harctéren, onnan küldte tudósításait a Pesti Naplónak és a Pester Lloydnak. Ezenkívül a Korunk, a Nemzeti Hírlap, a Magyar Tanügy és a Budapesti Szemle hoztak tőle tanulmányokat, bírálatokat, könyvismertetéseket. Munkássága során római és francia történetírókat, Werbőczy István Tripartitumát (1849) és a Corpus Juris Hungarici egyes részeit fordította le. Nevéhez fűződik az első teljes magyar Tacitus-fordítás.

## Főbb művei
- Boissier, Gaston:  Cicero és barátai : tanulmány a Caesar korabeli római társadalom fölött. Ford. (1876)
- A magyar alkotmánytan és jogi ismeretek kézi könyve (1879) Online
- A hazai alkotmány és jogismeret alapvonalai (1881)
- Thierry, Amadé: A római birodalom képe. Róma alapításától kezdve a nyugati császárság végéig. Ford. (1881)
- A magyar állam közigazgatási joga : kézikönyv a joghallgatók és szigorlók használatára. Budapest : Pallas, 1888-1889.
- Művelődéstörténet-rajz a hit és babona múltjából. (Arad, 1891)
- Corpus Juris Hungarici, 1740–1830 közötti törvények fordítása (1896. évi millenniumi emlékkiadás)
- Werbőczy István és Hármaskönyve 1899. (MEK-OSZK honlapon)
- Magyar közigazgatási jog kézikönyve : joghallgatók és szigorlók használatára. Budapest : Pallas, 1899. XVIII, 674 p.
- Haditudósító levelek az 1870-71-iki német-francia háború színteréről. Budapest : Lampel R., 1914. 103 p.